# Pyhä
"Pyhä" kan också syfta på skidorten vid Pyhätunturi-fjällen i Pyhä-Luosto nationalpark, se Pyhätunturi (berg).
Pyhä (även: Pyhe) är en tätort (finska: taajama) i Virmo kommun i landskapet Egentliga Finland i Finland. Vid tätortsavgränsningen den 31 december 2021 hade Pyhä 286 invånare och omfattade en landareal av 2,08 kvadratkilometer.